# Resolutie 92 Veiligheidsraad Verenigde Naties
Resolutie 92 van de Veiligheidsraad van de Verenigde Naties werd op 8 mei 1951. Tien leden van de Raad stemden voor en geen tegen. Enkel de Sovjet-Unie onthield zich bij de stemming. De resolutie riep Israël en Syrië op de wapens neer te leggen en zich aan het staakt-het-vuren te houden.

## Achtergrond
In Palestina waren er na lange tijd van oorlog eindelijk wapenstilstanden bedongen tussen de verschillende partijen. Commissies onder toezicht van de Verenigde Naties moesten toezien op de naleving ervan.
De wapenstilstand tussen Israël en Syrië was op 20 juli 1949 getekend. Het akkoord voorzag in een Groene Lijn en drie gedemilitariseerde zones.
In 1950-51 voerde Israël waterwerken uit in die zones, die Syrië probeerde te stoppen. Beide landen claimden immers het grondgebied van de zones. Er vonden regelmatig vijandelijkheden plaats op de grens tussen beide landen.
In april 1951 kwamen zeven Israëlis om toen hun patrouille in de gedemilitariseerde zone werd aangevallen door Syrische troepen. Israël had hierop gereageerd met een luchtaanval. Begin mei kwamen Syrische troepen in de gedemilitariseerde zone, waarop vijf dagen van gevechten uitbraken met het Israëlische leger.

## Inhoud
De Veiligheidsraad verwees naar de resoluties 54, 73 en 89.
Rond de gedemilitariseerde zone vastgelegd in het Israëlisch-Syrisch Algemeen Wapenstilstandakkoord van 20 juli 1949 waren gevechten uitgebroken. Deze gingen door ondanks een staakt-het-vuren-bevel van de VN-Bestandstoezichtorganisatie in Palestina op 4 mei. Iedereen in het betrokken gebied werd opgeroepen de wapens neer te leggen.
Lijst ·  90 ·  91 ·  92 ·  93 ·  94 ·  95 ·  96